# Като Йосіакі
Като Йосіакі (яп. 加藤 嘉明; 1563 — 7 жовтня 1631) — японський самурайський військовик, адмірал, даймьо періоду Едо. Голова роду Като.

## Життєпис
Походив з роду Като, що був васальним роду Мацудайра. Народився у провінції Мікава. Був старшим сином Като Кйокіра. Йосіакі був васалом Ода Хідекацу у 1576 році. Першою битвою битвою, в якій брав участь Като Йосіакі, відбулася у 1578 році — облога замку Мікіширо. Згодом Като став служити Тойотомі Хідейосі. Він вперше проявив себе в битві при Сідзуґатаке 1583 року, після якої увійшов в список «Семи списів Сідзуґатаке». У 1584 році брав участь на боці Тойотомі під час військової кампанії при Комакі у 1584 році. Того ж року відзначився при підкоренні Сікоку.
У 1586 році він став він став одним із адміралів Тойотомі Хідейосі і командував бойовими кораблями в кампаніях на Кюсю 1587 року і при Одавара 1590 року. Після цих кампаній він отримав володіння в Мацудзакі з доходом в 100 тис. коку рису. Під час 1592–1593 та 1597–1598 років — кампаній по завоюванню Кореї — він брав участь у морських битвах біля південного узбережжя півострова. У 1594 році на деякий час він повернувся до Японії.
Після смерті Хідейосі Като Йосіакі перейшов на службу до Токуґава Іеясу і брав участь на його боці в битві при Секіґахара 1600 року. В ній він командував 3 тис. вояками в авангарді Східної коаліції, його загін брав участь у сутичці з силами Сіма Сакон. За свою службу він отримав великі землі в провінції Іє (тепер це префектура Ехіме) — Айдзу-хан з доходом у 200 тис.коку рису.
Як головну резиденцію клану Като Йосіакі доручив збудувати замок Мацуяма в Кацуямі. Будівництво почалося у 1602 році і тривало 25 років — до 1627 року. У 1614 та 1615 роках брав участь в обох Осацьких кампаніях. Він послідовно служив сьоґунам з роду Токуґава — Хідетада та Іеміцу. У 1626 році отримав посаду на кшталт камергера. ТОго ж року отримав посаду очільника сторожі при імператорові Ґо-Мідзуноо. У 1627 році повернувся до Мацуями. Помер в Едо у 1631 році від хвороби.